# 魔法使い黎明期
『魔法使い黎明期』（まほうつかいれいめいき）は、虎走かけるによる日本のライトノベル作品。それを原作・題材としたメディアミックス作品群。イラストはいわさきたかしが担当している。

## 概要
『ゼロから始める魔法の書』（ゼロの書）の第二部として執筆される作品であり、世界設定や登場人物を共有している部分がある。しかし、著者曰く「間違いなく新シリーズとして書いた」の通り、この作品は物語として独立しており本作品から読み始める読者に向けて書かれている。
魔法学校に通う主人公の青年は入学以前の記憶がなく、落ちこぼれの生徒であった。そんな彼が、仲間と共に様々な出来事を通し、成長していく様子を描いたファンタジー小説。また、本作では複数の視点が切り替わる、いわゆる「神の視点」で描かれる。
前作の『ゼロの書』は電撃文庫から出版されていたが、本作は講談社ラノベ文庫から出版された。
『ゼロの書』と『魔法使い黎明期』の中間に当たる短編集として『魔女と野獣の極めて普通な村づくり』（小説家になろうにおけるWeb連載のみ）が存在する。
2019年7月発売の『月刊少年シリウス』2019年9月号より2023年5月発売の7月号まで、タツヲによるコミカライズ版が連載された。
テレビアニメが2022年4月から7月まで放送された。

## あらすじ
「ゼロの書」によって魔法が全世界に広まり、世界は混乱を極めた。泥闇の魔女によって「北の災厄」が引き起こされたが、ゼロと傭兵の活躍によって世界には平和が訪れる。その後、ウェニアス王国では人間と魔女が共存する世界を目指しアルバスは奔走していた。しかし、世界では依然として人間と魔女が共存することを快く思っていない者が存在し、対立の下火は消えていなかった。
そんな中、ウェニアス王国にある魔法学校に通うセービルは、落第を危惧した学長のアルバスから「特別実習」に参加するように命じられる。セービルが実習への参加を言い渡される光景を見ていた黎明の魔女、ロー・クリスタスは「ゼロの書」の著者に会うことを条件に実習の引率を半ば強引に引き受け、セービルや同級生で優等生のホルト、獣落ちのクドーを始めとする生徒達で実習先の魔女の村へ向かうことになる。

## 登場人物
声の項はテレビアニメ版の声優。『ゼロから始める魔法の書』のアニメ・ゲームに登場していたキャラクターは、基本的には過去作のキャストが続投している。

### 主要人物
セービル
声 - 梅田修一朗
本作の主人公。一人称は「僕」で、愛称は「セブ」。魔法学園に通う生徒の一人であるが、入学以前の記憶がない。魔法が上手く扱えず、学園では劣等生と評されていた。ある日、学長のアルバスから呼び出しを受け、「特別実習」を受けることになる。その道中で自分には底なしの魔力があることと、魔法が上手く扱えないのはそれが制御できていないという事実を知る。
特別実習に選ばれた本当の理由は、強力な力を秘めた生徒が善良であるか否かを確かめるため。善良でないと判断した場合、魔法に関する全ての記憶を封じて災いを未然に防ぐための処置だった。無限魔力により長命なのが確定しており、生き続ける限り技術を研ぎ澄ませられるセービルは、今後数百年最も長命の魔法使いになるかもしれない可能性を秘めており、悪の道に染まれば世界をも滅ぼしうる。そのため退学を望まれ、その心を試験された。それは他二人（ホルトとクドー）も同じだった。
過去に魔力を狙った魔女に襲われ、目の前で母親を殺されている。その惨劇の記憶を自分で封じたあと、自罰的な感情の赴くままに半ば奴隷として迫害に身を置いていた。そこをゼロにより救い出され、深い心の傷を抱えたままでは生きていけないとそれまでの全ての記憶を彼女によって封じられ、学園生活を通して人生をやりなおすのが最善とアルバスに預けられた。ゼロがそこまでセービルの人生に介入した理由は、兄である十三番の息子であり甥となる存在だったからである。
ロー・クリスタス
声 - 岡咲美保
見た目は幼い女児のように見えるが、実際は300年の時を生きており黎明の魔女と呼ばれる。一人称は「我」で、愛称は「ロス」。セービル達からは「ロス先生」と呼ばれる。小説家になろうに掲載されている短編「黎明の魔女」でアルバスとその祖母である詠月の魔女ソーレナとの関わりが描かれている。
見た目の若さは彼女が持っている杖「ルーデンスの魔杖」によるもの。かつて、15歳の時に悪魔を封じたこの杖と契約して死を奪われた事で不老となっており、食事・睡眠・性欲といった3大欲求の全てを必要としなくなった。その代わりに生きる意味を見失って200年を過ごす。そうして過ごして生に絶望していた100年ほど前にソーレナと出会い、森から出ない彼女の頼みで外で楽しい物語を探してそれを伝える事に生きる意味を見出すようになる。ソーレナを失った後再び絶望に沈んでいたが、北の厄災が起こったとき、見た事も想像した事もない世界の崩壊を目の当たりにして再び笑っている自分に気付き、かつての頼みを思い出して詠月を継いだ孫のアルバスに伝えようとやる気が再起動した。
世界に魔法が広まるきっかけとなった「ゼロの書」を閲覧したいと欲するが、同本は禁書扱いなため通常閲覧することができない。そこで、閲覧はできなくとも著者に会えるという条件で、ウェニアス王国にある魔法学院の学長アルバスから半ば強引に特別実習生の引率を引き受ける。
ホルト
声 - 鈴代紗弓
成績優秀な優等生で、誰にでも気丈に振る舞う。実は獣堕ちであり、頭に鹿のような角が生えている。本人はそれを隠すために常に大きな帽子を被っている。獣堕ちであるため幼い頃から悪魔の子として迫害され、教会で偏向教育を受けて育てられ反魔女派のスパイとして学園に潜り込んでいた。学園での様々な学びで魔法の事や獣堕ちが生まれる仕組みを知り、そうした過去から解放されたがっている。
特別実習に選ばれた本当の理由は、学長アルバスにも比肩するその才能を悪用しないか見極めるため。ゼロからは、10年の後には千の軍勢を数秒で屠るほどの力を持つに至ると評された。
クドー
声 - 八代拓、内村史子（幼少期）
セービルと同じ組生で、トカゲの獣堕ち。非常に高い自己再生能力を持つ。破竜王に憧れ、教魔兵団に入ることを夢見ている。かつて、見世物小屋でその再生力を使った残酷なショーに使われていた。北の厄災で住んでいた街が壊滅した際に檻に入っていたため瓦礫に潰されず生き残り、そこを破竜王に救われたのが彼との出会いと夢のきっかけ。
特別実習に選ばれた本当の理由は、その類稀なる守護の章の才能を悪用しないか見極めるため。ゼロからは、そのまま力を伸ばし続ければ不死の魔法使いと呼ばれるようになると評された。

### ウェニアス王国魔法学院
アルバス
声 - 大地葉
前作「ゼロから始める魔法の書」から引き続きの登場人物。魔法学院の学長。特別実習としてセービル達を魔女の村へ派遣する。前作では思慮が足りず精神的にも未熟で、かなり重大な過ちを犯してしまった。だが十三番のおかげで今では立派に成長し、世間的には英雄的な人物として語られている。そのためか前作での事には触れられていない。
ホルデム
声 - 加藤将之
アルバスに仕える狼の獣堕ち。前作同様今作でもアルバスの傍に控えている。後に視察として魔女の村へとやって来る。その際、捕らえていた暴虐を村の防衛に対する訓練として利用するも、暴虐の性格などを抑えきれず惨事になりかけたため、ゼロ達から叱責される結果となった。

### 魔女の村の住人
ゼロ（泥闇の魔女）
声 - 花守ゆみり
前作「ゼロから始める魔法の書」のヒロインで、「ゼロの書」の著者。前作より成長した容姿で登場する。「北の災厄」の後、アルバスの依頼で傭兵と共に村作りを行っている。村の中心部から少し離れた場所にある湖の横で占い屋を経営している。かつては底なしの魔力を有しており、その魔力で100年以上少女の姿のまま老いることなく生きてきたが、傭兵の命を救うため、永遠の命の源である魔力を捧げ、現在では人並みの魔力しか保有していない。故に、人と同じスピードで老化し、魔力の使いすぎで意識を失うなど、以前と大きく異なった生活を送っている。現在は指導者としてセービル達を指導したりもする。
自身の店の中で魔法の研究を続けており、様々な著書を持つ。魔法学院の教科書も彼女が執筆した。過去にセービルを救い学院へと入れた。十三番の妹でセービルの叔母に当たる。
獣の傭兵
声 - 矢野正明
前作「ゼロから始める魔法の書」の主人公で、白虎の獣堕ちの男性で凄腕の戦士。村唯一の酒場を営む。「北の災厄」の後、一度滅んで廃村になった故郷へと帰還。そこで両親を供養したあと、ゼロ達と共に村の再建に着手した。もう傭兵稼業は行っていないが、今でもゼロからは傭兵と呼ばれ、戦士としての腕前は衰えていない模様。その腕を活かして狩りを行ったり、近隣に盗賊団が出没したら叩きのめしたりしている。
盲目の神父
声 - 水中雅章
前作「ゼロから始める魔法の書」に引き続いての登場人物で、村の教会に務める神父。かつて“女神の浄火〈デア・イグニス〉”と呼ばれた教会の元裁定官。少し毒舌。傭兵と互角に戦えるほどの腕前を持つ。彼は元々冤罪で貶められて所属させられており、唯一まともな人物であったため組織解体後に正式に神父として任命された。盲目とされており、眼帯で両目を覆っているが、光に過敏で日差しから保護しているだけで実は両目は健在である。
リーリ
声 - 石見舞菜香
前作「ゼロから始める魔法の書」に引き続いての登場人物で、教会の手伝いをしているネズミの獣堕ちの女性。人見知りで、目深にフードを被っている。見た目はどうみても子供だが既に成人している。盲目の神父を慕っており、何かと世話を焼くが、彼は料理が苦手なため、毎日の食事は自身が作っている。
ライオス
声 - 釘宮理恵
村で生まれた唯一の子供。セービルと仲良くなる。セービルと森に入った際、災厄の残滓のせいで瀕死の重傷を負うが、セービルの行動、そしてロスとゼロの助力で一命を取り留めた。家族構成は父のウルスと母。
ウルス
声 - 杉崎亮
前作「ゼロから始める魔法の書」に引き続いての登場人物で、かつては熊の獣堕ちだった。前作で人間の姿に戻り嫁を貰っている。ライオスの父親。村を訪れたセービル達を案内する。

### 教会
暴虐
声 - 佐藤拓也
死刑囚などの凶悪犯罪者で構成された“女神の浄火〈デア・イグニス〉”の元裁定官の一人。巨大な鎚を武器として扱うが、手先が器用で罠を用いた狩りも得意。残忍かつ狂暴な男で、裁定官時代も村一つ皆殺しにしたりなど手段を選ばない人物だった。“女神の浄火〈デア・イグニス〉”が解体された後も、反魔女派に属して魔女や獣堕ち狩りで殺しを続けている外道。
後に拘束され、死刑撤回を報酬にホルデムの計画に乗り、セービルを誘拐するも、盲目の神父に四肢を切断されて敗北。体を治された後は、魔女の村の防衛のための戦力に組み込まれる。

### 教魔兵団
ゴーダ
声 - 古屋亜南
前作「ゼロから始める魔法の書」に引き続いての登場人物で、白銀の竜「ヒース」の背に乗って空を飛ぶ騎士。「破竜王」の異名を持つ。ゼロや獣の傭兵とも旧知。過去にクドーを救い出した件から彼に慕われている。

### その他
十三番
過去にアルバスが倒したという戦乱の元凶とされる魔術師。実際は大きな混乱の引き金はアルバスがやらかした事であり、彼女を庇って命を落としているが、巷で語られる話では彼女が倒したという事になっている。

## 既刊一覧

### 小説
- 虎走かける（著）・いわさきたかし（イラスト）・しずまよしのり（一部キャラクター原案） 『魔法使い黎明期』 講談社〈講談社ラノベ文庫〉、全6巻
  1. 「劣等生と杖の魔女」2018年8月31日初版発行（同日発売[10]）、ISBN 978-4-06-513295-1
  2. 「魔力屋さんと恋の予感」2019年3月1日初版発行（同日発売[11]）、ISBN 978-4-06-515377-2
  3. 「卒業試験と戦争の気配」2021年5月6日初版発行（同日発売[12]）、ISBN 978-4-06-523116-6
  4. 「貪恋の悪魔」2021年11月2日初版発行（同日発売[13]）、ISBN 978-4-06-526017-3
  5. 「新世界の使者」2022年4月1日初版発行（同日発売[14]）、ISBN 978-4-06-527823-9
  6. 「深潭の魔術師と杖の魔女」2022年7月1日初版発行（同日発売[15]）、ISBN 978-4-06-528852-8

### 漫画
- 虎走かける（原作）・いわさきたかし（キャラクター原案）・タツヲ（作画） 『魔法使い黎明期』 講談社〈シリウスKC〉、全7巻
  1. 2020年1月9日初版発行（同日発売[16]）、ISBN 978-4-06-518250-5
  2. 2020年8月6日初版発行（同日発売[17]）、ISBN 978-4-06-520485-6
  3. 2021年3月9日初版発行（同日発売[18]）、ISBN 978-4-06-522628-5
  4. 2021年10月7日初版発行（同日発売[19]）、ISBN 978-4-06-525122-5
  5. 2022年4月7日初版発行（同日発売[20]）、ISBN 978-4-06-527575-7
  6. 2022年12月8日初版発行（同日発売[21]）、ISBN 978-4-06-530084-8
  7. 2023年7月7日初版発行（同日発売[22]）、ISBN 978-4-06-532390-8

## テレビアニメ
2021年4月にテレビアニメ化が発表され、2022年4月から7月までTBSほかにて放送された。

### スタッフ
- 原作 - 虎走かける[7]
- キャラクター原案 - いわさきたかし[7]
- 一部キャラクター原案 - しずまよしのり[7]
- 監督・シリーズ構成 - 桑原智[7]
- 文芸 - 虎走かける、森田眞由美[7]
- キャラクターデザイン - 岩崎令奈[7]
- プロップデザイン - 川西テツヤ、後藤伸正、新名昭彦、ながさき冬、小澤和則
- 美術設定 - 西田稔[7]
- 美術監督 - 斉藤雅己[7]
- 色彩設計 - 油谷ゆみ[7]
- 撮影監修 - T2studio[7]
- 撮影監督 - 田村淳、松向寿、岡田由紀、白鳥友和
- 編集 - 内田渉[7]
- 音響監督 - 本山哲[7]
- 音楽 - 斎木達彦[7]
- 音楽制作 - 日音[7]
- 音楽制作プロデューサー - 水田大介
- プロデューサー - 田中潤一朗（TBS）、古川慎、藤野麻耶、大和田智之、黒須信彦、川口真司、中目孝昭、藍谷厚史
- アニメーションプロデューサー - 大澤宏志
- アニメーション制作 - 手塚プロダクション[7]
- 製作 - 魔法使い黎明期製作委員会（TBSテレビ、講談社、DMM pictures、日本BS放送、クランチロール、NBCユニバーサル・エンターテインメント、日音、日本ナレーション演技研究所）

### 主題歌
「dawn of infinity」
fripSideによるオープニングテーマ。作詞・作曲・編曲は八木沼悟志。
「インプリンティング」
▽▲TRiNITY▲▽によるエンディングテーマ。作詞は虎走かける、作曲・編曲は堀江晶太。

### 各話リスト
| 話数   | サブタイトル               | 絵コンテ | 演出       | 作画監督 | 総作画監督                                                                                                | 初放送日      |
| ------ | -------------------------- | -------- | ---------- | --- | --- | ------------- |
| 第1話  | 劣等生と杖の魔女           | 桑原智   | 上間由梨   | Song Hyen-Ju Hwang Young-Sik Hong Yu-Mi Jo Won-Ha Hong In-Su                                                                                         | 岩崎令奈 氏家章雄 ウクレレ善似郎 たかはしなぎさ 永田詩央里 時乃キノ                                       | 2022年 4月8日 |
| 第2話  | 裏切り者と呼ばないで       | 桑原智   | 前園文夫   | Kim Bong-Duk Jo Eun-Kyung Kim Hyun-Gyung Kim Jun-O                                                                                                   | 岩崎令奈 氏家章雄 ウクレレ善似郎 たかはしなぎさ 永田詩央里 時乃キノ                                       | 4月15日       |
| 第3話  | 湯けむりの向こうがわ       | 桑原智   | 鈴木真彦   | Jang Yung-Sun Kim Bong-Duk Kim Jing-Yung Go Yu-il Yun Ji-Hye Won Eun-Sook Jo Eun-Kyung ビート                                                        | 岩崎令奈 氏家章雄 ウクレレ善似郎 たかはしなぎさ 金子俊太朗 永田詩央里 時乃キノ                            | 4月22日       |
| 第4話  | 僕は死ぬのは怖くない       | 桑原智   | 川西泰二   | Yun Jeong-Hye Kim Gin-Am Han Eun-Mi Kim Ran-Yeong Park yeong-Hee Kim Jong-Beom ビート                                                                | 岩崎令奈 氏家章雄 ウクレレ善似郎 たかはしなぎさ 金子俊太朗 永田詩央里 時乃キノ Song Hyeon-Ju Song Jin-Hee | 4月29日       |
| 第5話  | ふさわしいかは自分で決める | 桑原智   | 波多正美   | 劉泉 趙越 趙瑩萍 孫偉 高璞玉 白欣燁 羅陽 房博雅 ビート                                                                                               | 岩崎令奈 氏家章雄 ウクレレ善似郎 たかはしなぎさ 金子俊太朗 永田詩央里 時乃キノ Song Jin-hee ビート        | 5月6日        |
| 第6話  | 無知の知                   | 桑原智   | 山口勇     | Song Hyeon-Ju Park Song-Hwa Han Eun-Mi Kim Jong-Beom Kim Ran-Yeong Hong Yu-Mi Yoon Jeong-Hye Chang Gil-Yong                                          | 岩崎令奈 氏家章雄 ウクレレ善似郎 たかはしなぎさ 金子俊太朗 永田詩央里 ビート 時乃キノ                     | 5月13日       |
| 第7話  | 僕には何も救えない         | 桑原智   | 神崎ユウジ | Kim Bong-Duk Kim Jing-Yung Go Yu-Il Yun Ji-Hye Won Eun-Sook Kim Hyun-Kyung                                                                           | 岩崎令奈 氏家章雄 たかはしなぎさ 金子俊太朗 永田詩央里 時乃キノ ビート                                    | 5月27日       |
| 第8話  | それぞれの代償             | 反田誠二 | 前園文夫   | Song Hyeon-Ju Kim Ran-Yeong Park Yeong-Hee Han Eun-Mi Baek Yeon-Ju Lee Seung-Hui Kim Seong-Beom                                                      | 岩崎令奈 氏家章雄 たかはしなぎさ 金子俊太朗 永田詩央里 時乃キノ                                           | 6月3日        |
| 第9話  | 投げ込まれた石             | 茅原渡   | 上間由梨   | Kim Bong-Duk Kim Jing-Yung Go Yu-Il An Yung-Yu Kim Hyun-Kyung Jung Hyun-Soo                                                                          | 岩崎令奈 氏家章雄 たかはしなぎさ 金子俊太朗 永田詩央里 時乃キノ                                           | 6月10日       |
| 第10話 | おやつのじかん             | 桑原智   | 前園文夫   | Kim Ran-Yeong Baek Yeon-Ju Song Hyeon-Ju Lee Jae-Han Kim Eun-Sun Kwon Hee-Jae Kim Bo-Kyoung Park Kid-Uk Kim Yu-Sun Song Jin-Hee                      | 岩崎令奈 氏家章雄 たかはしなぎさ 金子俊太朗 永田詩央里 時乃キノ ビート Song Jin-Hee                       | 6月17日       |
| 第11話 | 殺す決意                   | 反田誠二 | 川西泰二   | Sin Sung-Min Kim Bong-Duk Kim Hyun-Kyung Go Yu-Il Jung Jin-Yeong                                                                                     | 岩崎令奈 氏家章雄 たかはしなぎさ 金子俊太朗 永田詩央里 時乃キノ ビート                                    | 6月24日       |
| 第12話 | 冒険の幕開け               | 桑原智   | 波多正美   | 劉泉 房博雅 羅陽 趙瑩萍 趙越 孫偉 高璞玉 陳雲湄 Song Jin-Hui Kim Eun-Seon Lee Jae-Han Seo Sun Yeong Yun Jeong-Hye Park Ae-Ri Kwuan Hui-Jae 黄華 周婧 | 岩崎令奈 氏家章雄 たかはしなぎさ 金子俊太朗 永田詩央里 時乃キノ Song Jin-Hui ビート                       | 7月1日        |

### 放送局
| 放送期間                | 放送時間                     | 放送局         | 対象地域   | 備考                             |
| ----------------------- | ---------------------------- | -------------- | ---------- | -------------------------------- |
| 2022年4月8日 - 7月1日   | 金曜 1:58 - 2:28（木曜深夜） | TBSテレビ      | 関東広域圏 | 製作局 / 字幕放送                |
| 2022年4月11日 - 7月4日  | 月曜 0:00 - 0:30（日曜深夜） | BS11           | 日本全域   | 製作参加 / BS放送 / 『ANIME+』枠 |
| 2022年4月17日 - 7月10日 | 日曜 1:30 - 2:00（土曜深夜） | TBSチャンネル1 | 日本全域   | CS放送                           |

| 配信開始日    | 配信時間                     | 配信サイト |
| ------------- | ---------------------------- | --- |
| 2022年4月8日  | 金曜 2:30（木曜深夜） 更新   | dアニメストア |
| 2022年4月11日 | 月曜 2:30（日曜深夜） 更新   | U-NEXT ABEMAビデオ Amazon Prime Video バンダイチャンネル FOD ひかりTV dTV ニコニコチャンネル アニメ放題 GYAO! ビデオマーケット music.jp GYAO!ストア |
|               | 月曜 2:30 - 3:00（日曜深夜） | ABEMA |
|               | 月曜 10:00 更新              | ニコニコ生放送 |
|               | 月曜 12:00 更新              | hulu HAPPY!動画 |
|               | 月曜 22:00 - 22:30           | ニコニコ生放送 |
| 2022年4月12日 | 火曜 0:00（月曜深夜） 更新   | TELASA J:COMオンデマンド milplus auスマートパスプレミアム                                                                                           |

| TBSテレビ 金曜 1:58 - 2:28（木曜深夜）                                                                                          | TBSテレビ 金曜 1:58 - 2:28（木曜深夜） | TBSテレビ 金曜 1:58 - 2:28（木曜深夜）                                                                                    |
| 前番組 | 番組名                                 | 次番組 |
| --- | -------------------------------------- | --- |
| イベントGO! ※1:58 - 2:05 ※ここまで情報番組 ※30分繰り下げて継続カイモノラボ ※2:05 - 3:45 - ※ここまで通販番組 - ※30分縮小して継続 | 魔法使い黎明期 - ※ここのみアニメ枠     | イベントGO! ※1:58 - 2:05 ※ここから再度情報番組 ※30分繰り上げカイモノラボ ※2:05 - 3:45 - ※ここから再度通販番組 - ※30分拡大 |